# De Moord
De Moord, (Russisch: Убийство) is een kort verhaal dat Anton Tsjechov schreef in 1895.

## Het verhaal
Matvej is arbeidsongeschikt geworden door werk in de tegelfabriek.  Het begint met een gesprek in de restauratie van een station met uitbater Sergej. Na het gesprek loopt Matvej langs de spoorweg naar huis, een herberg waar zijn tien jaar oudere neef Yakov, diens zus Aglaia en zijn 18-jarige dochter Dasjutka ook wonen.
In deel II vertelt Matvej in de restauratie aan Sergej en de aanwezige politieman Zjoekov over zijn godsdienstig verleden, dat bestond uit vaak vasten en naar de kerk gaan. Hij achtte zich in dat opzicht beter dan de priesters die volgens hem de regels niet goed in acht namen. Ook stoorde hij zich aan onvolkomenheden tijdens de mis. Als alternatief richtte hij thuis een gebedsruimte in, andere mensen bezochten zijn langdurige huisdiensten. Hij raakte in gesprek met zijn huurbaas die deze godsdienstwaanzin afwees: niet overdrijven, normaal eten en drinken, bidden zoals ieder ander, niet boven de priesters verheven voelen, dat zijn ook gewone mensen. Het verhaal maakt geen indruk op Sergej en Zjoekov. De laatste beweert dat de neef van Matvej erg rijk is. Zijn grootvader was een fortuinlijk man; deze had een zoon met kleinzoon Yakov en een tweede zoon met kleinzoon Matvej. De vader van Matvey overleed al vroeg, waarna de vader van Yakov dat erfdeel erbij nam. Zjoekov zegt dat hij allang naar de rechter was gestapt om dit recht te laten zetten. 
In deel III volgt in het kort de familiegeschiedenis van Yakov en Matvej. Yakov is erg strikt geworden wat betreft zijn religieuze verplichtingen. Net als Matvey voorheen enige tijd heeft gedaan, voert hij deze rituelen uit in een aparte van iconen voorziene kamer. De beschrijving ervan doet denken aan godsdienstwaanzin. Toen Matvej niet meer werkte en bij Yakov kwam inwonen verstoorde dat deze ritmes van Yakov. Matvej stapte geregeld de iconenkamer binnen en zei dan dat deze rituelen God niet behagen. Yakov wil hem eigenlijk uit huis hebben, maar Matvej zegt dat de herberg van hen beiden is. Dan begint Yakov te piekeren over de woorden van Matvej en over de misstappen die hij heeft begaan.
In deel IV komen Sergej en Zjoekov bij Matvej langs omdat Sergej geld van hem wil lenen. Matvej vraagt geld aan Yakov, een deel van de erfenis, en zegt dat hij daarna wel wil vertrekken. Dat blijkt niet mogelijk omdat het vermogen in de herberg zit en is belegd in obligaties. Dit deel sluit af met een ruzie tussen Yakov en zijn dochter, die grove taal heeft gebruikt. Yakov realiseert zich dat ze eigenlijk geen geloof heeft, evenmin als Sergej en Zjoekov.
In deel V is Yakov bezig met de avondgebeden terwijl Sergej, die geld nodig heeft, op bezoek is bij Matvej. Yakov is bezorgd of hij de vesper ongestoord zal kunnen afmaken. Er ontstaat ruzie als Matvej zit te eten en aan Aglaia om olie vraagt. Zij vindt dat ongepast in de vastenweek. Er volgt een worsteling met Yakov waarbij Aglaia de fles olie pakt en Matvej ermee op het hoofd slaat met fatale gevolgen. Sergej, die getuige was, gaat snel weg en wordt even later gevolgd door Yakov. Deze wil hem wel 1000 of zelfs 1500 roebel lenen, als hij maar niks zegt. Sergej loopt eerst door, maar keert dan toch om en gaat akkoord.
In deel VI geeft Yakov 500 roebel, meer heeft hij niet in huis. Daarna gaat hij samen met Dasjutka het lijk wegbrengen. Ze leggen het ergens op een bosweg zodat het lijkt alsof het slachtoffer is overvallen. Op de terugweg worden ze gegroet door de overwegwachter. Na twee dagen komen een politieman en een magistraat op bezoek. Yakov zegt van niks te weten, maar na enig onderzoek komt de toedracht aan het licht. Yakov en Aglaia worden gearresteerd en later ook Dasjutka wegens een verklaring van de overwegwachter. Aglaia vertelt vervolgens dat Sergej er ook bij was, en de politie vindt het geld bij hem. Na elf maanden volgt de rechtszaak; vermeld wordt dat Yakov inmiddels geen geloof meer heeft. Ze worden veroordeeld voor moord, Yakov krijgt met 20 jaar de langste straf, Dasjutka met zes jaar de kortste.
Deel VII speelt geruime tijd later, Yakov zit als dwangarbeider in de gevangenis van Vojevodsk op Sachalin. Na een vluchtpoging is zijn straf verlengd tot levenslang. Sergej is als dwangarbeider het hulpje van een ambtenaar in het nabijgelegen Doeè en Dasjutka woont samen met een kolonist waarmee ze drie kinderen heeft. Hij weet niet waar Aglaia is. Heeft veel heimwee; is in zijn nieuwe situatie weer gelovig geworden maar nu op een meer normale manier. Daarbij begrijpt hij niet dat dit bij veel mensen vanzelf gaat maar dat hij zoveel moest doormaken om hierop uit te komen. Een motief om terug te willen naar zijn vroegere streek is ook dat hij hierover aan de in zijn ogen onverschillig levende mensen wil vertellen. Het verhaal eindigt zonder aanduiding van het verdere verloop van zijn straftijd.

## Kanttekeningen
De moord is een minder bekend verhaal van deze schrijver. Het kreeg weinig aandacht en is nooit verfilmd. In Reading Chekhov met 200 bladzijden wordt het op één regel slechts even genoemd. De eerste helft van het verhaal komt wat langdradig over, de tweede helft boeit meer. Opvallend is dat Tsjechov, zelf orthodox gedoopt en later atheïst geworden, veel aandacht geeft aan de godsdienstige ontwikkelingen van beide hoofdpersonen. Bijzonder is ook de relatie die dit verhaal heeft met het bezoek dat hij bracht aan de Strafkolonie Sachalin waar hij met veel dwangarbeiders heeft gesproken. Het is aannemelijk dat een dergelijk gesprek hem heeft geïnspireerd tot het schrijven van dit verhaal.